# 허윤아
허윤아(1983년 1월 5일~)은 대한민국의 가수이다.
현재 거주지는 서울특별시 강남구이다.

## 학력
- 동덕여자대학교 방송연예학과 휴학중
- 안양예술고등학교 졸업
- 평택태광중학교 졸업
- 평택송북초등학교 졸업
- 수원매원초등학교 수료

## 경력
- 2017년 성균관대학교 홍보대사
- 2015년 사랑의 밥차 충청본부 홍보대사
- 2013년 포도학사 홍보대사
- 2005년~2008년 그룹 'LPG' 멤버
- 2001년 동덕여자대학교 홍보모델

## 수상
- 2002년 미스코리아 선발대회 경기 선
- 2002년 미스코리아 선발대회 네티즌인기상 2위
- 1997년 경기안성지부 태권도대회 라이트 웰터급 금메달

## 연기 활동

### 방송
- 2006년 KBS1 《가족오락관》
- 2007년 청주방송 《전국 TOP 10 가요쇼》

### 드라마
- 2011년 KBS2 단막극 《KBS 드라마 스페셜 - 82년생 지훈이》

### 영화
- 2008년 《아버지와 마리와 나》

### 공연
- 2010년 《러브FM》 ... 수진 역
- 2013년 《칵테일》 ... 금화 역

## 데뷔
- 2005년 LPG 정규 앨범 "Long Pretty Girls"

## 음반
- 2022년 스마일 어게인 (빙그레)
- 2014년 할말있음 피켓들어
- 2012년 3rd Syndrome
- 2012년Crazy
- 2011년 1st Kiss

## 수상
- 1997년 경기안성지부태권도대회 라이트 웰터급 금메달
- 2002년 미스코리아 네티즌인기상 2위
- 2002년 미스코리아 경기 선(善)

## 가족 관계
- 여동생: 허초아
- 배우자: 이남용
  - 딸: 이혜율

## 같이 보기
- 2002년 미스코리아
- 미스코리아 경기